# Dekalk
Dekalk (z francouzského décalque) je obecný termín označující ve výtvarném umění metodu, která užívá obtisku nebo otisku.

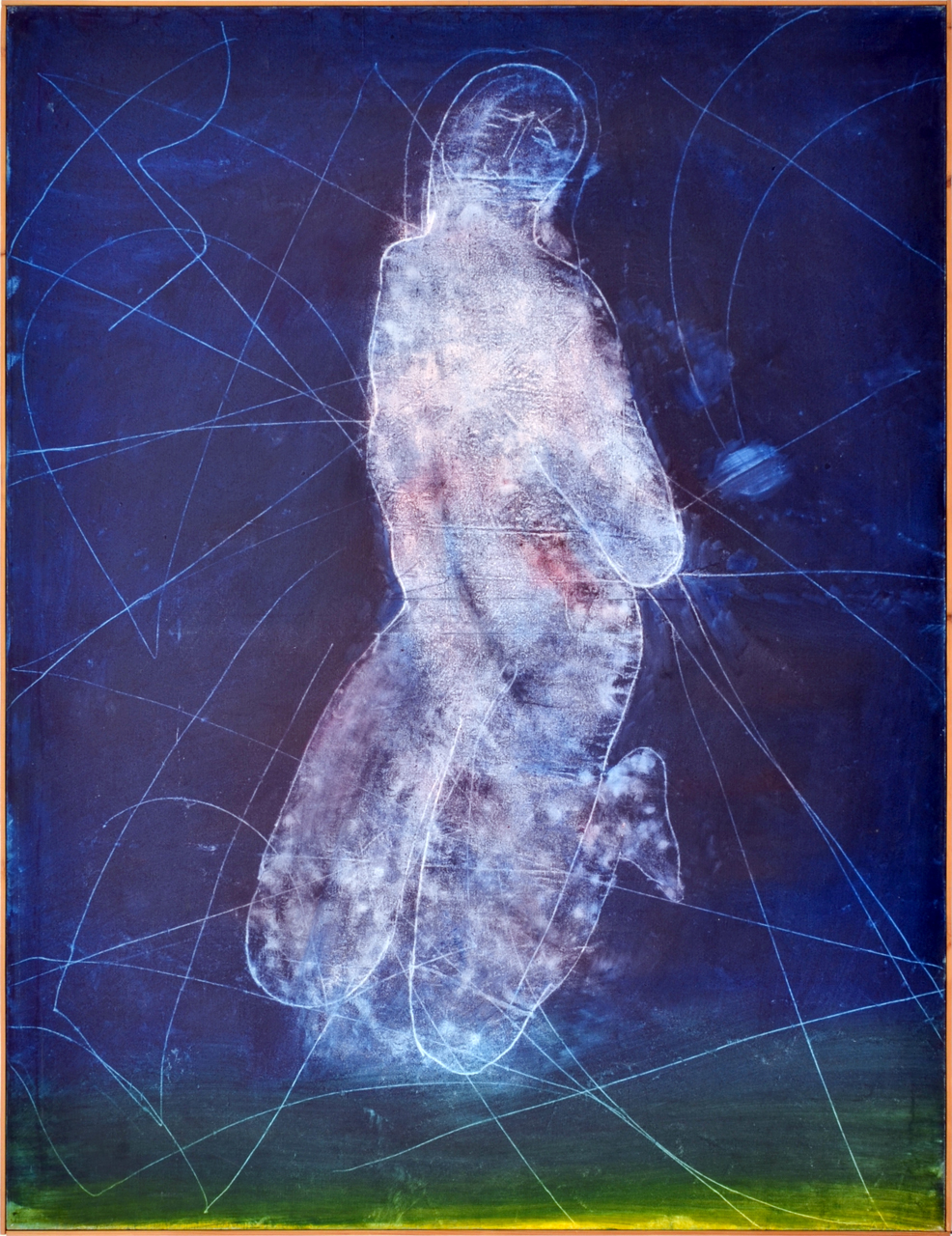
Rudolf Němec, Utrpení svatého Šebestiána (1978), olej, tiskařská barva, plátno (dekalk)

Je používán v malbě, grafice, monotypii i keramické tvorbě. Dekalky používali surrealisté při vytváření stranově symetrických abstraktních otisků barevných skvrn z přeloženého papíru. Důležitou roli hraje prvek náhody a následná interpretace obrazců. Principiálně shodnou metodou je i tzv. Rorschachův test inkoustových skvrn, užívaný jako prostředek psychologické diagnostiky.
Rorschachův test inspiroval např. Vladimíra Boudníka nebo Oscara Domínqueze, v ilustracích používali dekalk Jiří Trnka a Daisy Mrázková, v malbě Josef Istler. Za propagátora dekalku je považován Max Ernst (20. léta 20. stol.)
Jako dekalk je označována také technika odkrývání již nanesené části svrchní vrstvy, která zviditelní barvu či strukturu spodních vrstev. V malbě používal dekalku např. Rudolf Němec, který do barevného podkladu otiskoval přes bavlněné plátno různé šablony a rastry, nebo Mikuláš Medek ve svých preparovaných obrazech, který vytvrzenou základní vrstvu obrazu pokryl řídkou olejovou barvou a dekalk provedl kartáčem přes přiložený novinový papír.